# Ázoros
Ázoros, en grec moderne : Άζωρος, est un village du dème d'Elassóna, de la Thessalie, en Grèce.
Le village est situé à une altitude de 520 mètres au pied de la montagne Amárbei, à 18 km d'Elassóna, près des ruines d'Azorus, une ancienne cité thessalienne. 
Jusqu'en 1991, elle était appelée Vouvála (Βουβάλα). Elle est libérée par l'armée grecque pendant les guerres balkaniques et a subi plusieurs désastres durant l'occupation de la Grèce pendant la Seconde Guerre mondiale et la guerre civile grecque.
Selon le recensement de 2011, la population du village compte 333 habitants.